# Loredana Martinez
Loredana Martinez (Roma, 20 gennaio 1947 – Roma, 19 settembre 2024) è stata un'attrice italiana.

## Biografia
Il padre Corrado Martinez era direttore d'orchestra e musicologo. Loredana Martinez era inoltre pronipote di Bernardo Geraci, compositore siciliano dell'Ottocento. 
Debuttò come attrice a sedici anni, lavorando in teatro. Si laureò a Roma con il massimo dei voti in filosofia e pedagogia e conseguì con 110 e lode il diploma superiore di giornalismo presso l'Università degli Studi di Palermo. Frequentò l'Accademia nazionale d'arte drammatica "Silvio D'Amico" di Roma.
In ambito teatrale vinse il premio Adelaide Ristori e il premio Noce d'oro come migliore attrice protagonista per l'Ivona principessa di Borgona di W. Gomrowcz, per la regia di Armando Pugliese. Nel 1969 apparve per la prima volta in un film. Fu anche attiva in televisione. Insegnò al Conservatorio di Musica "Giuseppe Verdi" di Milano e al Conservatorio di Musica "Santa Cecilia" di Roma.

## Filmografia

### Cinema
- Infanzia, vocazione e prime esperienze di Giacomo Casanova, veneziano, regia di Luigi Comencini (1969)
- Roma, regia di Federico Fellini (1972)
- Donnarumma all'assalto, regia di Marco Leto (1972)
- Jus primae noctis, regia di Pasquale Festa Campanile (1972)
- Alfredo Alfredo, regia di Pietro Germi (1972)
- No. Il caso è felicemente risolto, regia di Vittorio Salerno (1973)
- Le cinque giornate, regia di Dario Argento (1973)
- La cugina, regia di Aldo Lado (1974)
- Tutto a posto e niente in ordine, regia di Lina Wertmüller (1974)
- L'erotomane, regia di Marco Vicario (1974)
- Il piatto piange, regia di Paolo Nuzzi (1974)
- Conviene far bene l'amore, regia di Pasquale Festa Campanile (1975)
- Caro Michele, regia di Mario Monicelli (1976)
- Scandalo in famiglia, regia di Marcello Andrei (1976)
- Il garofano rosso, regia di Luigi Faccini (1976)
- L'inquilina del piano di sopra, regia di Ferdinando Baldi (1977)
- Interno di un convento, regia di Walerian Borowczyk (1978)
- La ripetente fa l'occhietto al preside, regia di Mariano Laurenti (1980)
- Fico d'India, regia di Steno (1980)
- Scusa se è poco, regia di Marco Vicario (1982)
- Il buon soldato, regia di Franco Brusati (1982)
- Oci ciornie, regia di Nikita Sergeevič Michalkov (1987)
- Io no spik inglish, regia di Carlo Vanzina (1995)
- Il pranzo della domenica, regia di Carlo Vanzina (2003)
- L'ora di punta, regia di Vincenzo Marra (2007)
- Miacarabefana.it, regia di Lodovico Gasparini (2009)
- Un'altra vita, regia di Cinzia TH Torrini (2014)
- Abbraccialo per me, regia di Vittorio Sindoni (2016)

### Televisione
- Il cortile degli Aragonesi, regia di Piero Panza – film TV (1973)
- Sì, vendetta..., regia di Mario Ferrero – miniserie TV (1974)
- La scuola della maldicenza – film TV (1975)
- Qui squadra mobile – serie TV (1976)
- Castigo – miniserie TV (1977)
- In memoria di una signora amica di Giuseppe Patroni Griffi, regia di Mario Ferrero, trasmessa il 28 ottobre 1978.
- Sarto per signora – film TV (1979)
- Un matrimonio in provincia – film TV (1980)
- Piccolo mondo moderno – miniserie TV (1984)
- La famiglia Brandacci – film TV (1987)
- Un prete tra noi – serie TV (1997)
- Casa Vianello – sitcom, episodio 8x11 (2000)
- Caterina e le sue figlie – serie TV (2005)
- Miacarabefana.it, regia di Lodovico Gasparini – film TV (2009)
- Mannaggia alla miseria, regia di Lina Wertmüller – film TV (2010)
- Un'altra vita, regia di Cinzia TH Torrini - miniserie TV (2014)
- Super Italian Family – cortometraggio TV (2015)

## Teatro
- La cucina di A. Wesker, regia di Lina Wertmüller
- Fuente Ovejuna di L. De Vega, regia di Marco Parodi
- Ivona principessa di Borgogna di Witold Gombrowicz, regia di Armando Pugliese
- Orlando furioso, regia di Luca Ronconi
- Yerma di Federico García Lorca, regia di B. Menegatti
- Turcaret di Lesage, regia di Roberto Guicciardini, Teatro Stabile d'Abruzzo
- Molto rumore per nulla di William Shakespeare, regia di Mario Missiroli
- Trilogia dell'eroe borghese di C. Sternheim, regia di Mario Missiroli
- Teatro comico di Carlo Goldoni, regia di Vincenzo De Toma
- Arturo ui di Bertold Brecht, regia di Roberto Guicciardini
- Trailo e Cressida di William Shakespeare, regia di Roberto Guicciardini. Teatro Olimpico di Vicenza
- Annata ricca di Martoglio, regia di R. Bernardi. Teatro Stabile di Catania
- Pranzo di famiglia di R. Lerici, regia di Tinto Brass
- Don Giovanni torna dalla guerra di Horvat, regia di Roberto Guicciardini
- La gnoccolara di Trinchera, regia di Mico Galdieri
- George Dandin di Molière, regia di Bruno Cirino
- Loro di Witckiewicz, regia di G. Pampiglione
- Musik di Wedekind, regia di Mario Missiroli. Teatro Stabile di Torino
- Ti aspetto stanotte di S. Cappelli, regia di V. Puecher
- Orestea di Gibellina dalle Eumenidi di Eschilo, riadattamento drammaturgico di Emilio Isgrò, regia di F. Crivelli. Teatro Massimo Vittorio Emanuele di Palermo
- Don Giovanni di Molière, regia di M. Morini
- Tutta un'altra commedia di Pippo Franco
- La dama del bell'umore di D. Macchia, regia di R. De Simone
- Chi ruba un piede è fortunato in amore di Dario Fo, regia di A. Salines
- Turandot di C. Gozzi, regia di L. de Fusco
- Bellavita di Luigi Pirandello, regia di Flavio Bucci
- Amicizia di Eduardo De Filippo, regia di Flavio Bucci
- Jimmy Dean Jimmy Dean di Ed Graczik, regia di R. Giordano
- Curriri Stidda (Guizzi d'argento), testo e regia di S. Tessitore. Teatro Massimo et Gaila
- Il berretto a sonagli di Luigi Pirandello, regia di M. Lucchesi. Teatro delle Arti di Roma
- Il borghese gentiluomo di Molière, regia di Armando Pugliese
- W Campanile – spettacolo inaugurale del Festival di Todi, con testi di Achille Campanile, regia di A. Venturi
- Non ti conosco più di Aldo De Benedetti, regia di R. Viktjiuk. Teatro Bellini di Napoli e Centro europeo di drammaturgia
- Il coccodrillo di C. Argenti, regia di G. Torlonia, Festival di Todi
- Ninì Tirabusciò di A. Freudiani, regia di Livio Galassi. Teatro Bellini di Napoli e Centro europeo di drammaturgia.
- Madre Maria Igniatius vi spiegherà tutto di G. Durand, regia di N. Venturini, Festival di Todi (1994)
- Il caso sindona - Atti del processo Sindona, trattamento di Maurizio De Luca, regia di Mario Tricamo, Festival di Todi (1994)
- Cantata per la festa dei bambini morti di mafia di Luciano Violante, regia di Mario Tricamo.
- Il tacchino di Georges Feydeau, regia di G. Sepe, compagnia Tieri-Lojodice
- Estate e fumo di Tennessee Williams, regia di Armando Pugliese
- Quando il letto non racconta... è pronto in tavola di C. Poggiani, regia di R. Galli, Festival Palermo di scena
- L'Arialda di Giovanni Testori, regia di M. Bernardi. Teatro Stabile di Bolzano
- Le allegre comari di Windsor di William Shakespeare, regia di M. Bernardi. Teatro Stabile di Bolzano
- Una giornata particolare di Ettore Scola e G. Fantoni, regia di M. Bernardi. Teatro Stabile di Bolzano
- Il giardino dei ciliegi di Anton Čechov, regia di M. Bernardi. Teatro Stabile di Bolzano
- Esercizi spirituali per il nuovo millennio, testi di C. Lucarelli. Teatro Comunale di Cesena
- Uomo impotente cercasi per serena convivenza, dal romanzo di G. Haptman, regia di P. Lombardi
- Io eri tu di S. Porrino, regia di N. Dell'Era
- Il femminista di C. Migliori, regia di N. Dell'Era
- Le sorelle Materassi di Aldo Palazzeschi, regia di Maurizio Nichetti
- Dove vado di M. Sandias, regia di L. Versari
- La gloria del mondo, la gloria del cielo di S. Porrino, regia dell'autore